# 十戒 (仏教)
十戒（じっかい）とは、仏教において沙弥および沙弥尼（見習いの僧侶・小僧）が守るべきとされる10ヶ条の戒律をいう。いわゆる五戒に、八斎戒等から別の五項目を加え、「不邪婬戒」を「不婬戒」にした、日常的に守るべき戒律である。

## 一覧

### 沙弥の十戒
1. 不殺生（ふせっしょう）：生き物を殺してはならない[1]。
2. 不盗（ふとう）：盗んではならない[1]。
3. 不婬（ふいん）：性交渉をしてはならない [1]。
4. 不妄語（ふもうご）：嘘をついてはならない[1]。
5. 不飲酒（ふおんじゅ）：酒を飲んではならない[1]。
6. 不著香華鬘不香塗身（ふじゃくこうげまんふこうずしん）：化粧をしたり装飾類を身に付けてはならない[1]。
7. 不歌舞倡妓不往観聴（ふかぶしょうぎふおうかんちょう）：歌や音楽、踊りを鑑賞してはならない[1]。
8. 不坐高広大床（ふざこうこうだいしょう）：大きく立派なベッドに寝てはいけない[1]。
9. 不非時食（ふひじじき）：正午以降に食べ物を摂ってはならない[1]。
10. 不捉持生像金銀宝物（ふそくじしょうぞうこんごんほうもつ）：お金や金銀・宝石類を含めて、個人の資産となる物を所有してはならない[1]。